# Jinma

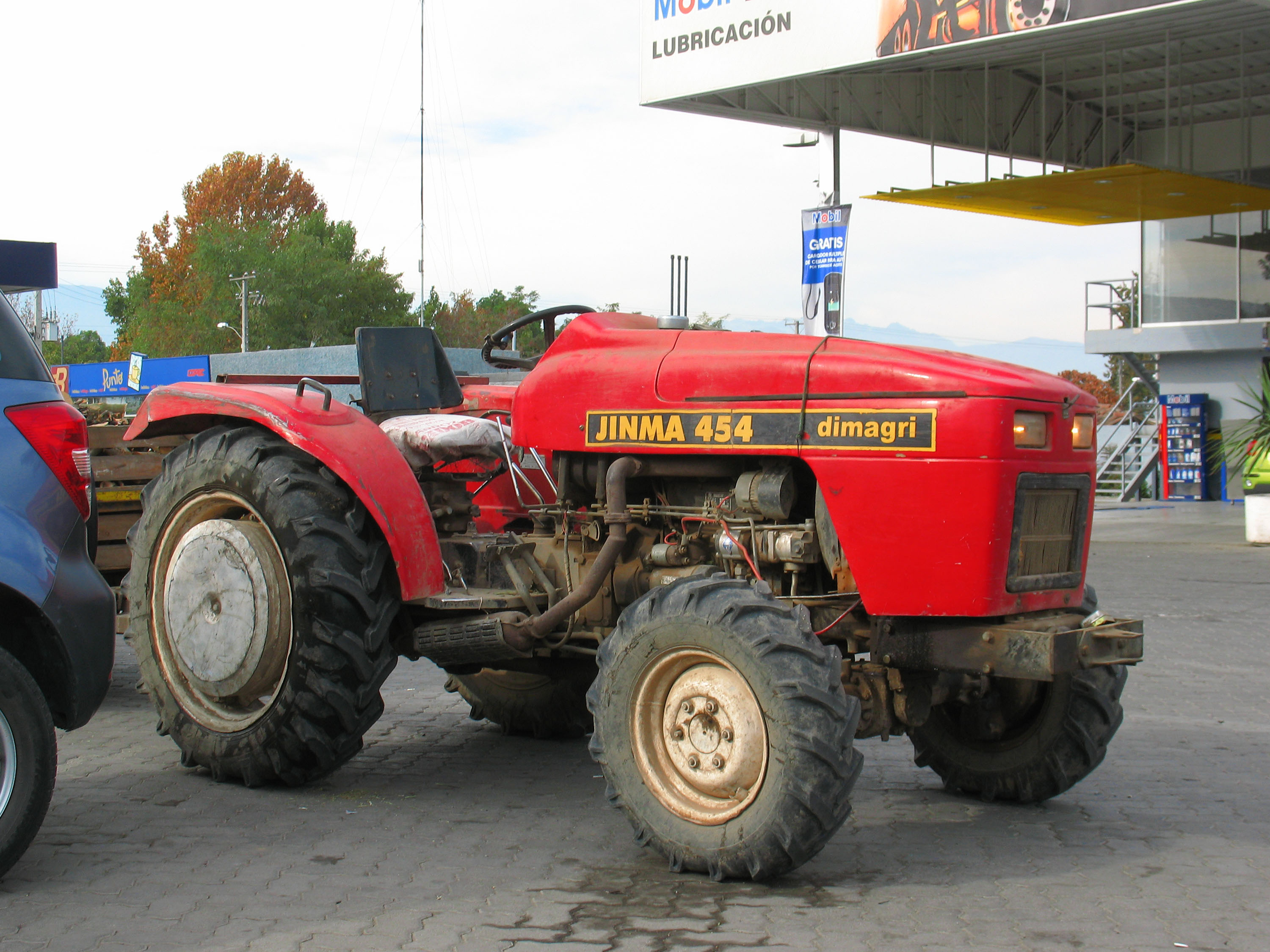
Jinma 454

Jinma (chinesisch 金马, Pinyin Jīnmǎ) ist eine Traktorenmarke, die von der Mahindra Yueda (Yancheng) Tractor Co., Ltd. (chinesisch 马恒达悦达（盐城）拖拉机有限公司, Pinyin Mǎhéngdá Yuèdá (Yánchéng) Tuōlājī Yǒuxiàn Gōngsī) hergestellt wird.
Diese Fabrik baut bereits seit 1959 Traktoren und ist heute eines der größten auf den Bau von Traktoren spezialisierten Unternehmen in der Volksrepublik China.
Der Firmensitz des indisch-chinesischen Joint Ventures liegt im Stadtbezirk Tinghu der Stadt Yancheng in der chinesischen Provinz Jiangsu.
Das Unternehmen beschäftigt rund 1500 Mitarbeiter und produziert in seinem, im Jahr 2002 für etwa 120 Millionen Yuan neu errichteten, Werksgelände jährlich 30.000 Kleintraktoren von 16 bis 50 PS sowie Traktoren von 50 bis 125 PS und 80.000 Einachsschlepper. Die Geräte werden sowohl in 30 chinesische Provinzen wie auch weltweit in über 60 Ländern in Nord- und Südamerika, Europa, Afrika, Südostasien und im Mittleren Osten verkauft. Mittlerweile haben sich diese Traktoren durch ihre einfache und robuste Bauweise auch auf den internationalen Märkten bewährt und zählen unter anderem in Großbritannien und in den USA zu den meistverkauften Kompakttraktoren.